# Lykkesholm (Langeland)
 For alternative betydninger, se Lykkesholm. (Se også artikler, som begynder med Lykkesholm)
Lykkesholm  er en lille sædegård på det sydlige Langeland. Den nævnes første gang i 1457. Hovedbygningen er opført i 1800.
Gården ligger i Tryggelev Sogn, Langelands Sønder Herred, Langeland Kommune.
Lykkesholm Gods er på 123,4 hektar med Mejerigården.

## Ejere af Lykkesholm
- (1457-1476) Hans Kortsen / Niels Mogensen
- (1476-1478) Mogens Nielsen Mogensen
- (1478-1500) Mikkel Hansen Kortsen
- (1500-1536) Hans Mikkelsen Kortsen
- (1536-1540) Hans Hansen Kortsen
- (1540) Mikkel Hansen Kortsen / Hans Hansen Kortsen
- (1540-1555) Mikkel Hansen Kortsen / Hans Hansen Kortsen / Jep Hansen Kortsen
- (1555-1558) Frands Brockenhuus
- (1558-1570) Mads Olsen Kortsen
- (1570-1600) Slægten Kortsen / Jens Hvas
- (1600-1609) Rudbek Pors
- (1609-1620) Kirsten Eriksdatter Norby gift Pors
- (1620) Karen Rudbeksdatter Pors gift von Deden
- (1620-1641) Bendt Petersen von Deden
- (1641-1647) Karen Rudbeksdatter Pors gift von Deden
- (1647-1648) Anne Rudbeksdatter Pors gift Kaas
- (1648-1655) Mogens Eriksen Kaas
- (1655-1664) Anne Rudbeksdatter Pors gift Kaas
- (1664-1716) Otto Mogensen Kaas
- (1716-1748) Hans Ditlev Ottosen Kaas
- (1748-1749) Sophie Dorothea Hansdatter Kaas gift von Offenberg / Hilleborg Sophie Hansdatter Kaas gift Steensen
- (1749-1773) Frederik von Ahlefeldt
- (1773-1826) Christian von Ahlefeldt-Laurvig
- (1826-1866) Frederik von Ahlefeldt-Laurvig
- (1866-1917) Christian Johan Frederik von Ahlefeldt-Laurvig
- (1917-1947) Frederik Ludvig Vilhelm von Ahlefeldt-Laurvig
- (1947-1960) Kai Benedict von Ahlefeldt-Laurvig
- (1960-) Carl Christian Larsen